# Оптимистична склонност
Оптимистична склонност (на английски: Optimism bias) е демонстрираната систематична тенденция на хората да са свръх-оптимистични за резултатите от планирани действия. Това включва свръх-оценка на възможността за положителни събития и подценяване на възможността за негативни събития. Извънредният оптимизъм може да доведе до опустошителни разноски, дефицит на печалба и закъснение при приложение на планове или строителство/разработка на скъпи проекти.